# Dopastin
Dopastin je hemijsko jedinjenje koje formira bakterija Pseudomonas No. BAC-125. Ono je prvi put izolovano i okarakterisano 1972. Dopastin deluje kao inhibitor enzima dopaminska β-hidroksilaza.
Dopastin se može sintetički pripremiti iz -valinola.